# Тренчанске Богуславиці
Тренчанске Богуславиці (словац. Trenčianske Bohuslavice) — село, громада округу Нове Место-над-Вагом, Тренчинський край. Кадастрова площа громади — 6.41 км².
Населення 938 осіб (станом на 31 грудня 2020 року). Протікає річка Хохолниця.

## Історія
Тренчанске Богуславиці згадується вперше під 1348 роком.

## Населення
| Рік:            | 1994. | 2004.   | 2014.   | 2024.   |
| --------------- | ----- | ------- | ------- | ------- |
| Кількість осіб: | 913   | 947     | 908     | 915     |
| Різниця:        |       | +3,72 % | -4,11 % | +0,77 % |

| Рік:            | 2023. | 2024.   |
| --------------- | ----- | ------- |
| Кількість осіб: | 940   | 915     |
| Різниця:        |       | -2,65 % |